# Mogrus faizabadicus
Mogrus faizabadicus là một loài nhện trong họ Salticidae.
Loài này thuộc chi Mogrus. Mogrus faizabadicus được Andreeva, Vladimir S miêu tả năm 1981. Kononenko & Jerzy Prószyński.